# Nikolai Stepanowitsch Turtschaninow

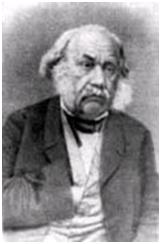
Nikolai Stepanowitsch Turtschaninow

Nikolai Stepanowitsch Turtschaninow (russisch Николай Степанович Турчанинов, * vermutlich Mai 1796 in Nikitowka bei Birjutsch; † 26. Dezember 1863jul. / 7. Januar 1864greg. in Charkow) war ein russischer Botaniker und Erstentdecker mehrerer Genera und vieler Arten. Einige Arten wurden nach ihm benannt, darunter Connarus turczaninowii, Hydrocotyle turczaninowii, und Sisymbrium turczaninowii. Sein botanisches Autorenkürzel ist „Turcz.“.

## Leben
Nikolai Stepanowitsch Turtschaninow wurde in einer Großgrundbesitzerfamilie geboren. Seit seiner Kindheit interessierte ihn die Natur und er legte Herbarien an. Auf Initiative des Universitätsprofessors Ilja Fjodorowitsch Timkowskis zog er nach Charkow, wo er ab 1811 Vorlesungen über Zoologie und allgemeine Botanik bei F. A. Delavigne hörte. Im Jahr 1814, im Alter von 18 Jahren, beendete Turtschaninow den Kurs mit dem Grad Kandidat der Wissenschaften.
Nach Absolvierung der Universität im Jahre 1814 zog er nach Sankt Petersburg, wo er im Justizministerium arbeitete und dann bis 1828 im Ministerium der Finanzen. Anschließend wurde er nach Irkutsk versetzt, was ihm erlaubte die Fauna am Baikalsee zu studieren. Hier entstand sein Catalogus plantarum in regionibus Baicalensibus et in Dauria sponte crescentium, einer Beschreibung von fast 1000 Pflanzen, für den er 1857 den Demidow-Preis erhielt.
1830 wurde Turtschaninow ein korrespondierendes Mitglied der Akademie der Wissenschaften. Dies ermöglichte ihm ausgiebige botanische Aktivitäten. Bis 1835 reiste er in Südost-Sibirien umher und nahm die Fauna auf.
1837 kehrte er wieder in den öffentlichen Dienst zurück, 1845 wurde er pensioniert und zog nach Taganrog, wo er ein großes Herbarium eröffnete.

## Rezeption
Die Zeitschrift Turczaninowia ist nach ihm benannt.